# Władysław Śleboda
Władysław Śleboda (ur. 20 czerwca 1925 w Dłużynie, zm. 22 stycznia 2009 w Poznaniu) – prawnik, polski działacz partyjny, prezydent Poznania w latach 1975–1981.

## Życiorys
Członek PPR od sierpnia 1946, a następnie PZPR od 15 grudnia 1948.
Słuchacz w Centralnej Szkole Partyjnej w Warszawie (1956–1957) i w WSNS w Warszawie (1962–1965). Członek egzekutyw komitetów powiatowych PZPR w Koninie i Lesznie oraz komitetu wojewódzkiego PZPR w Poznaniu.
Jako jeden z wielu prominentnych działaczy PZPR, 13 grudnia 1981 był internowany w celu uwiarygodnienia stanu wojennego.
Pochowany na Cmentarzu na Junikowie (pole 5-6-17-6).

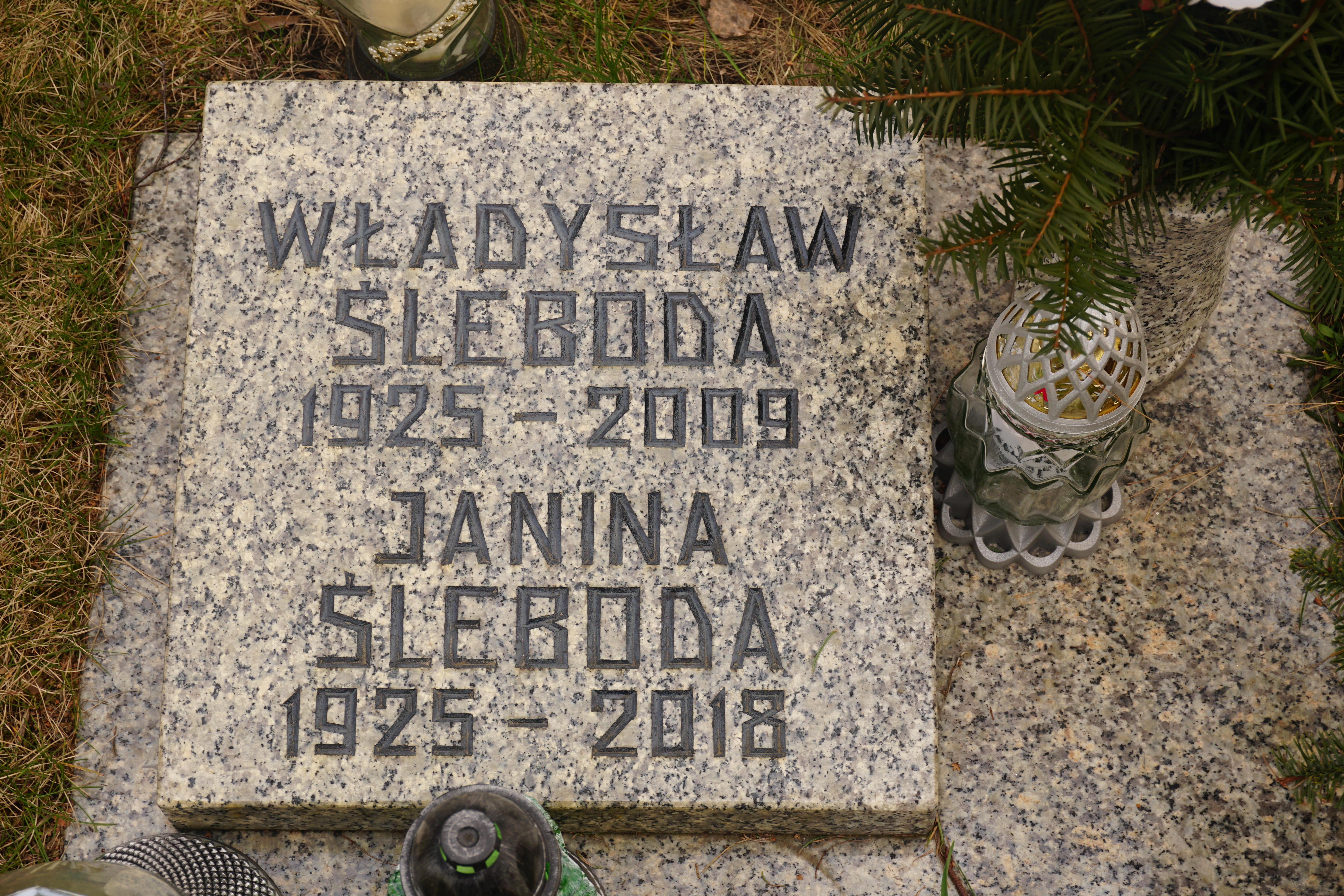
Grób Władysława Ślebody na Cmentarzu Junikowskim w Poznaniu